# Luigi Giussani
Luigi Giovanni Giussani (15 oktober 1922 – 22 februari 2005) was een Italiaanse katholieke priester, theoloog, opvoedingsdeskundige, Dienaar Gods en stichter van de internationale katholieke lekenbeweging Gemeenschap en Bevrijding (Comunione e Liberazione).

## Biografie
Luigi Giussani werd geboren in 1922 in Desio, dicht bij Milaan. Zijn vader, Beniamino Giussani, was een artiest en anarchist. In 1933 begon hij zijn opleiding in het seminarie in Seveso, waar hij onderwijs kreeg van onder andere Giovanni Colombo. Hij raakte bevriend met Enrico Manfredini en Giacomo Biffi en begon daar een studiegroep en een nieuwsbrief onder de naam Studium Christi. Giussani werd op 23-jarige leeftijd gewijd en begon les te geven aan het seminarie in Venegono op het gebied van oosterse christelijke theologie en Amerikaans protestantisme. In 1954 verliet hij het seminarie om les te geven in het voortgezet onderwijs aan het lyceum Berchet in Milaan. Hij initieerde daar de groep Gioventú Studentesca (GS, Studenten Jeugd), die begon als een afdeling van Katholieke Actie en die zich uitbreidde buiten het aartsbisdom Milaan. In 1964 begon Giussani les te geven voor de leerstoel Inleiding tot de theologie  aan de Università Cattolica del Sacro Cuore in Milaan, tot aan 1990. In de jaren 1969-1970 kreeg de beweging die hij begon de naam Comunione e Liberazione (Gemeenschap en Bevrijding). In 1983 kreeg hij de titel monseigneur van Johannes Paulus II. Toen Giussani stierf in 2005 gaf kardinaal Joseph Ratzinger, die later Paus Benedictus XVI werd, de preek bij zijn begrafenis. Luigi Giussani ligt begraven in de Monumentale Begraafplaats (Cimitero Monumentale) van Milaan. Op 13 april 2012 is zijn proces van zaligverklaring gestart en wordt hij beschouwd als een Dienaar Gods.

## Werken
- Het risico van de opvoeding, Stichting Levende Mens. ISBN 9789081695015.
- Het religieuze zintuig, Betsaida. ISBN 9789491991448.
- Aan de oorsprong van de christelijke claim, Betsaida. ISBN 9789491991653.
- Waarom de Kerk?, Betsaida. ISBN 9789491991769.
- Sporen trekken in de geschiedenis van de wereld, Betsaida. ISBN 9789491991813.